# یونیدن
یونیدن (انگلیسی: Uniden) شرکت الکترونیک ژاپنی است، که در سال ۱۹۶۶ تأسیس شد.